# HD41251
HD41251 — хімічно пекулярна зоря спектрального класу B9, що має видиму зоряну величину в смузі V приблизно  8,5.
Вона  розташована на відстані близько 1186,0 світлових років від Сонця.

## Фізичні характеристики
Телескоп Гіппаркос зареєстрував фотометричну змінність  даної зорі з періодом    4,04 доби в межах від  Hmin= 8,57 до  Hmax= 8,48.

## Пекулярний хімічний вміст
Зоряна атмосфера HD41251 має підвищений вміст 
Si
.